# Görlitzer Bahnhof

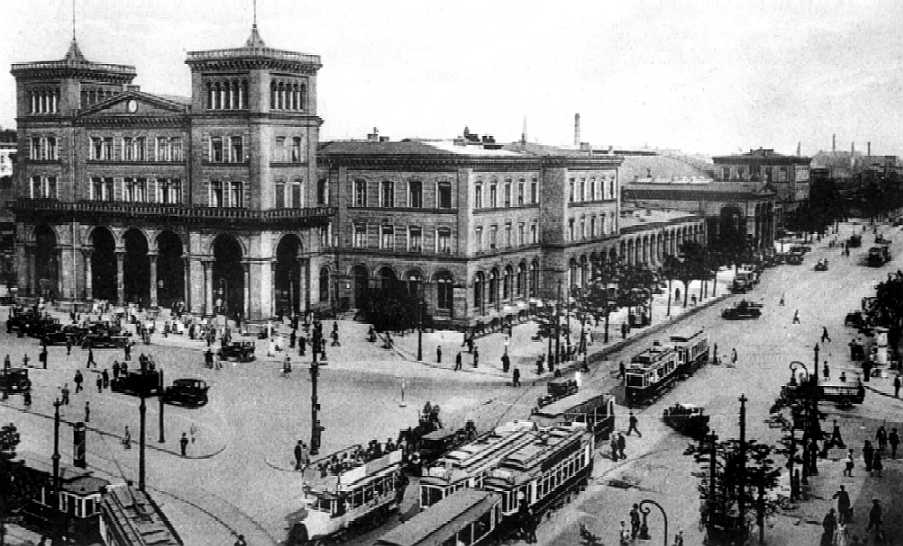
Görlitzer Bahnhof gezien vanaf de Spreewaldplatz, 1928

Het Görlitzer Bahnhof (Görlitzstation) is een voormalig spoorwegstation in de Berlijnse wijk Kreuzberg. Het in 1866 geopende en in 1951 gesloten kopstation bevond zich aan de Spreewaldplatz, die als stationsplein dienstdeed, en strekte zich in zuidoostelijke richting uit tot aan het Landwehrkanaal. In de jaren 1990 werd op het voormalige stationsterrein het Görlitzer Park aangelegd. Het gelijknamige metrostation Görlitzer Bahnhof, in 1902 geopend als Oranienstraße, ligt op een viaduct langs de Skalitzer Straße (die de Spreewaldplatz in het noorden begrenst) en maakt deel uit van lijn U1 en U3.

## Bouw en bloei
Het Görlitzer Bahnhof werd tussen 1865 en 1866 gebouwd als eindpunt van de Görlitzer Bahn, die de Duitse hoofdstad via Cottbus met de Silezische stad Görlitz verbond. Het stationsgebouw in Italiaanse neorenaissancestijl werd ontworpen door August Orth, die later eveneens tekende voor de nabijgelegen Emmauskerk. De financier en initiatiefnemer van de aanleg van de spoorlijn was de zakenman Bethel Henry Strousberg.
Op 13 juni 1866, tijdens de Pruisisch-Oostenrijkse Oorlog, was een militaire trein de eerste trein die vanuit het nog niet geheel afgebouwde station vertrok. In september van hetzelfde jaar begon de reguliere reizigersdienst tot Cottbus, toen nog het eindpunt van de lijn. Ruim een jaar later, op 31 december 1867, kwam het gehele traject tot Görlitz gereed en volgde de officiële opening van de Görlitzer Bahn. De namen van nabij het Görlitzer Bahnhof gelegen pleinen als de Spreewaldplatz en de Lausitzplatz verwijzen naar de landstreken waardoor de Görlitzer Bahn voerde: het Spreewald en Neder-Lausitz. Voor het station langs liep een verbindingsspoorlijn voor kolentreinen van de Schlesische Bahn naar de gasfabriek bij de Prinzenstraße.

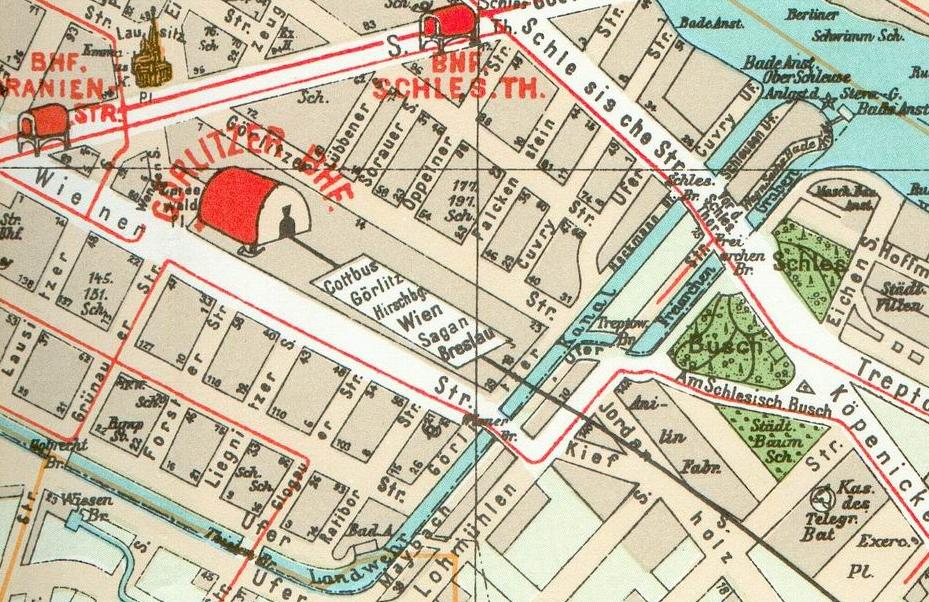
Ligging van het Görlitzer Bahnhof, kaart uit 1902

In 1882 werd de Görlitzer Bahn genationaliseerd en kwamen spoorlijn en station onder het beheer van de Preußische Staatseisenbahnen. Aan het einde van de 19e eeuw werd tussen de Liegnitzer Straße en de Oppelner Straße een voetgangerstunnel, de Görlitzer Tunnel, onder het stationscomplex aangelegd, om de omliggende wijken beter met elkaar te verbinden.

## Verval, sluiting en sloop
In de Tweede Wereldoorlog werd het Görlitzer Bahnhof ernstig beschadigd, maar al een maand na de beëindiging van de oorlog werd het weer provisorisch in gebruik genomen, nu (zoals alle spoorwegwerken in Berlijn) onder beheer van de Oost-Duitse Deutsche Reichsbahn (DR). Lang zou de herleving echter niet duren, want vanaf september 1946 werden de langeafstandstreinen over de Görlitzer Bahn naar het Schlesischer Bahnhof (nu Ostbahnhof) geleid. Ook voor het lokale spoorwegverkeer was de positie van het Görlitzer Bahnhof verzwakt, omdat het station weliswaar in West-Berlijn lag, maar de aansluitende lijn door Oost-Berlijn naar de DDR voerde. De grens tussen oost en west werd gevormd door het Landwehrkanaal, direct aan het zuidoostelijke uiteinde van het stationsterrein. De laatste voorstadstrein naar Königs Wusterhausen reed op 29 april 1951; een dag later nam de S-Bahn de reizigersdienst op de lijn over.
Nog tien jaar na de sluiting bleef het zwaar door de oorlog beschadigde station staan; de bouw van de Berlijnse Muur maakte herbouw en heropening in 1961 definitief onmogelijk. De sloop van het stationscomplex vond plaats in meerdere etappes en werd in 1976 beëindigd; tot 1985 maakten echter nog wel West-Berlijnse goederentreinen gebruik van het emplacement. In de jaren 1990 werd op het voormalige stationsterrein het Görlitzer Park aangelegd, waar drie loodsen nog aan het oude station herinneren. Ook de voormalige spoorbrug over het Landwehrkanaal, nu voetgangersbrug naar Treptow, is behouden gebleven. De onnodig geworden Görlitzer Tunnel werd uitgegraven om plaats te maken voor een kunstmatig dal.